# Piper gibsonii
Piper gibsonii är en pepparväxtart som beskrevs av C. Dc.. Piper gibsonii ingår i släktet Piper och familjen pepparväxter. Inga underarter finns listade i Catalogue of Life.